# Feiketu (köpinghuvudort i Kina, Heilongjiang Sheng, lat 45,75, long 127,15)
Feiketu (kinesiska: 蜚克图, 蜚克图镇) är en köpinghuvudort i Kina. Den ligger i provinsen Heilongjiang, i den nordöstra delen av landet, omkring 40 kilometer öster om provinshuvudstaden Harbin. Antalet invånare är 23 381. Befolkningen består av 11 521 kvinnor och 11 860 män. Barn under 15 år utgör 13,0 %, vuxna 15-64 år 79 %, och äldre över 65 år 7,0 %.
Runt Feiketu är det ganska tätbefolkat, med 248 invånare per kvadratkilometer. Närmaste större samhälle är Liaodian, 14,5 km sydväst om Feiketu. Trakten runt Feiketu består till största delen av jordbruksmark.
Genomsnittlig årsnederbörd är 839 millimeter. Den regnigaste månaden är juli, med i genomsnitt 186 mm nederbörd, och den torraste är januari, med 8 mm nederbörd.